# استان فوجیان
استان فوجیان (به لاتین: Fujian Province, Republic of China) یک سکونتگاه مسکونی در تایوان است که در تایوان واقع شده‌است.

## خصوصیات
استان فوجیان ۱۸۰٫۴۵۶۰ کیلومترمربع مساحت و ۱۳۳٬۴۵۶ نفر جمعیت دارد.